# 崔佛岩
崔佛岩（1940年6月15日—），韓國男演員，崔佛岩1967年凭借KBS电视台《首阳大君》而登台后出演了丰富的影视剧作品，二十世纪80年代初期开始的韩国放送史上最长寿的电视节目《田园日记》让他成为韩国最典型的父亲形象的最佳代言人，经过90年代初的“崔佛岩系列”的流行之后崔佛岩甚至上升到了韩国的一种文化标志的高度。在第14代总选时当选为统一国民党比例代表议员，与同是演艺界的李顺载、姜富子进行过一段国会议员生活。被湖南大学授予名誉文化博士学位，多次获电影表演奖。

## 演出作品

### 電視劇
- 1971年：MBC《搜查班長（朝鲜语：수사반장）》飾演 朴班長
- 1980年：MBC《田園日記》飾演 金會長
- 1981年：MBC《第1共和國》飾演 李承晚
- 1989年：MBC《第2共和國》飾演 李承晚
- 1990年：MBC《我愛你》
- 1991年：MBC《黎明的眼睛》飾演 尹洪喆
- 1996年：MBC《未忘》
- 1997年：MBC《最爱的人是你》饰演 朴載天
- 2000年：MBC《不是誰都能愛》飾演 金漢奉
- 2002年：MBC《陽光情人夢》飾演 崔明鎬
- 2003年：MBC《因為一直愛著你》飾演 張思張
- 2004年：MBC《英雄時代（朝鲜语：영웅시대_(2004년_드라마)）》飾演 千泰山
- 2005年：MBC《甜蜜間諜》飾演 崔範久
- 2006年：MBC《宮》飾演 聖祖皇帝
- 2006年：MBC《真的真的喜歡你》飾演 張民鎬
- 2008年：SBS《食客》飾演 吳成奎
- 2009年：SBS《你笑了》飾演 姜萬福
- 2010年：MBC《Road No. 1》飾演 申泰昊 (老年)
- 2011年：Channel A《天上花園GOMBE嶺》飾演 鄭斗植
- 2012年：JTBC《Happy Ending》飾演 金斗秀的父親
- 2014年：SBS《心情好的日子》飾演 金哲洙
- 2018年：OCN《火星生活》飾演 搜查班長（特別出演）
- 2018年：MBC《離別已別離》飾演 徐英熙的爸爸（特別出演）
- 2024年：MBC《搜查班長1958》飾演 （特別出演）

### 電影
- 1968年：《女馬賊》
- 1970年：《友情未來》
- 1970年：《晚鐘》
- 1971年：《瀟灑離別》
- 1973年：《藝妓論介》
- 1973年：《永遠和你在一起》
- 1974年：《藍色牛仔褲》
- 1974年：《白手絹》
- 1974年：《破戒》
- 1974年：《證言》
- 1977年：《門》
- 1977年：《螞蟻欄》
- 1977年：《世宗大王》
- 1977年：《真的真的喜歡》
- 1979年：《某某無知》
- 1979年：《風流男子》
- 1979年：《風吹的星期日》
- 1980年：《兒子》
- 1980年：《最後的證人》
- 1980年：《三度很短三次很長》
- 1982年：《我們年輕的一日》
- 1987年：《危險的香味》
- 1988年：《一半孩子們》
- 2004年：《咪玩嘢》
- 2005年：《逃學威鳳》

## 獲獎
- 1974年：第10屆百想藝術大賞 最優秀男演員賞
- 1975年：第11屆百想藝術大賞 受歡迎賞
- 1978年：第14屆百想藝術大賞 最優秀男演員賞
- 1978年：第17屆大鐘獎 男配角賞
- 1979年：第18屆大鐘獎 男主演賞
- 2007年：第1屆大韓民國電影表演獎 男配角獎
- 2014年：第5屆韓國大眾文化藝術獎－文化勛章

## 榮譽
- 2008年：湖南大學授予名譽文化博士學位